# Полюддя

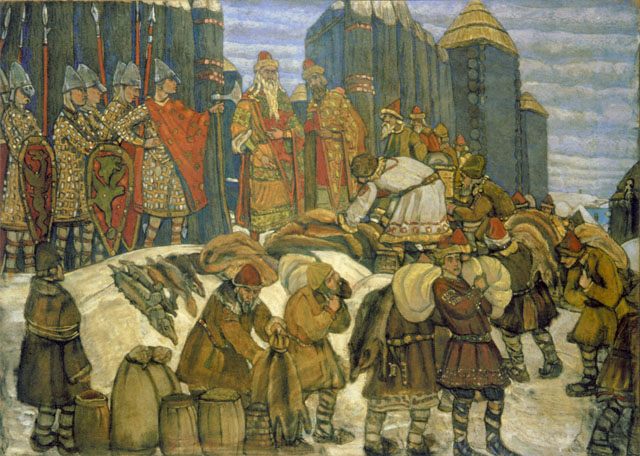
Полюдя. Картина Миколи Рериха

Полю́ддя (від «ходіння по людях») — збирання данини у формі натурального оброку з підлеглого населення в Київській Русі, що його провадив кожної осені київський князь або його намісник. На думку деяких дослідників  полюддя було формою розплати князя з дружиною, власне ж данина йшла на користь самого князя. Збирали хутро, мед, зерно та рабів (переважно молодих дівчат та хлопців — з цим пов'язують походження приказок про «рогату козу», яка нібито приходить за малими дітьми). Розмір данини точно не було визначено, що призводило до зловживань. Виїжджаючи на полюддя, князі та їхні слуги грабували населення і чинили над ним насильства.
Зібране і накопичене князі використовували для власних потреб та везли на продаж — до Константинополя. Щоправда, нижню течію Дніпра та пороги контролювали печеніги. За дозвіл пересування своїми землями, степовики отримували частину виручки від виторгу.
Після древлянського повстання 945 р. Ольга регламентувала обсяг данини і визначила пункти для її збирання (див. Погост). Певна форма полюддя існувала на українських землях у складі Великого князівства Литовського у 14-16 ст. Тут полюддям називали т. зв. подарунок, а фактично, окрему данину, яку стягували з селян та населення міст на користь князів, старост і намісників.